# Ludwig II. (1955)
Ludwig II., auch bekannt als Ludwig II. – Glanz und Ende eines Königs (Erstaufführungstitel) und Ludwig II. – Glanz und Elend eines Königs, ist ein deutscher Historienfilm aus dem Jahr 1955 von Regisseur Helmut Käutner. Die Handlung basiert auf einer Erzählung von Kadidja Wedekind und hat das Leben von König Ludwig II. von Bayern zum Thema. O. W. Fischer ist in der Titelrolle besetzt, Ruth Leuwerik als Kaiserin Elisabeth von Österreich und Marianne Koch als Prinzessin Sophie, Sisis Schwester.
Die Uraufführung des Films fand am 14. Januar 1955 in den Rathaus-Lichtspielen am Sendlinger Tor in München und am 28. Januar 1955 in West-Berlin statt. Im Fernsehen wurde der Film erstmals am 10. September 1965 von ZDF ausgestrahlt.

## Handlung
Nachdem der Leichenzug mit König Ludwig II. von Bayern vorübergezogen ist, wird in Rückblenden auf das Leben des Monarchen geschaut. Schon kurz nach der Thronbesteigung wird König Ludwig klar, dass er seine idealistischen politischen Ambitionen nicht verwirklichen kann. Empfindlich getroffen und enttäuscht wendet er sich von den Regierungsgeschäften ab und widmet sich seinem eigentlichen Steckenpferd, der Kunst. Für sein geplantes Königreich der Musen holt er den Komponisten Richard Wagner nach München. Die königliche Förderung ist großzügig, aber Wagner nutzt sie weidlich aus. Der Musiker wird auf Drängen des Kabinetts entlassen. Ludwig ergeht sich in Planung und Ausstattung von Märchenschlössern wie Linderhof, Neuschwanstein und Herrenchiemsee. Der Vorwurf der Maßlosigkeit interessiert ihn nicht.
Als der König es ablehnt, den deutschen Kronprinzen zu empfangen, weil ihm in diesem Moment sein kranker Bruder Prinz Otto wichtiger ist, stößt er bei Mitgliedern seiner Regierung auf völliges Unverständnis, da sie der Meinung sind, private Belange des Königs hätten hinter seiner Pflichten seinem Land gegenüber zurückzustehen. Der König vereinsamt in der Folgezeit aus eigenem Entschluss immer mehr. Auch seine Jugendfreundin Sisi, die Kaiserin Elisabeth von Österreich, zu der er eine ganz besondere Bindung hat, kann ihm nicht helfen. Ebenso vermag ihn deren Schwester Prinzessin Sophie, mit der er zwar kurze Zeit verlobt ist und die ihn aufrichtig liebt, nicht von seiner Schwermut zu befreien. Auch sie kann ihn trotz ihrer Lebenslust nicht dazu bringen, sich den Menschen zuzuwenden.
Die österreichische Kaiserin steht zwar unverbrüchlich zu König Ludwig, auch als man ihm anhängen will, wie sein Bruder Otto dem Wahn verfallen zu sein. Das Kabinett beschließt jedoch aus egoistischen Motiven und mit Hilfe eines Gutachtens des Psychiaters Bernhard von Gudden, den König entmündigen zu lassen und auf Schloss Berg am Starnberger See unterzubringen, wo Fenster und Türen vergittert sind. Nachdem König Ludwig sich beim ersten Versuch einer Festnahme entziehen konnte, leistete er bei einem weiteren Versuch keinen Widerstand mehr.
Auf Schloss Berg lebt der König unter der Aufsicht von Guddens. Nachdem Sisi ihm einen eingeschmuggelten Brief hat zukommen lassen, worin sie ihm einen Fluchtplan aufzeichnet, bittet der König von Gudden, ihm zu erlauben, in seiner Begleitung, zum Würmsee zu gehen. Als Ludwig sich schon im Wasser des Sees befindet und von Gudden ihn an einer Flucht hindern will, kommt es zu einem Kampf zwischen den Männern, bei dem der König den Psychiater erwürgt, um dann selbst ebenfalls den Tod im See zu finden.
Der Film endet, indem Sisi eine rote Rose auf Ludwigs Sarg legt und ihn um Verzeihung bittet.

## Produktion

### Dreharbeiten
Das Drehbuch wurde dem Haus Wittelsbach unterbreitet, um eine Drehgenehmigung in Schloss Hohenschwangau, Neuschwanstein und Schloss Herrenchiemsee zu erwirken. Gedreht wurde vom 3. August bis zum 11. November 1954 an den Originalschauplätzen sowie im Bavaria Filmstudio in München-Geiselgasteig und im Botanischen Garten München-Nymphenburg.

### Hintergrund, Musik
Besonderer Dank wurde dem Hauptdarsteller O. W. Fischer zuteil. Kronprinz Rupprecht empfing ihn am 7. Februar 1955 zu einer Privataudienz auf Schloss Nymphenburg. Fischer wiederum war von Klaus Kinski dermaßen beeindruckt, dass er ihn für seinen nächsten Film Hanussen engagierte. Als König Ludwig und Kaiserin Sisi zusammen in der Oper sind, erklingt das Duett O sink hernieder, Nacht der Liebe aus dem 2. Aufzug der Oper Tristan und Isolde. Als er allein mit Prinzessin Sophie in der Oper ist, erklingen Takte aus Wagners Das Rheingold, dem ersten Teil seiner Tetralogie Der Ring des Nibelungen. Herbert von Karajan dirigiert Teile der Opern von Richard Wagner, es spielen die Wiener Symphoniker, Solisten: Martha Mödl als Isolde und Wolfgang Windgassen als Tristan. Die Untermalungsmusik wird von Kurt Graunke dirigiert und vom Symphonie-Orchester Graunke gespielt. Die musikalische Gestaltung oblag Heinrich Sutermeister.

### Veröffentlichung
Der Film wurde 1955 auch bei den VIII. Internationalen Filmfestspielen von Cannes gezeigt. In Belgien hatte er am 30. September 1955 Premiere und in Portugal am 25. September 1957. Im Jahr 1959 wurde er unter dem Titel Mad Emperor: Ludwig II in den USA veröffentlicht und am 9. März 1960 in der französischen Hauptstadt Paris. Eine Veröffentlichung erfuhr er zudem in Brasilien, Griechenland, Ungarn, Polen und Spanien.
Studiocanal/Kinowelt veröffentlichte den Film am 22. Juni 2004 auf DVD. Am 25. August 2017 gab Alive den Film innerhalb der Reihe „Juwelen der Filmgeschichte“ auf DVD heraus.

### Historie

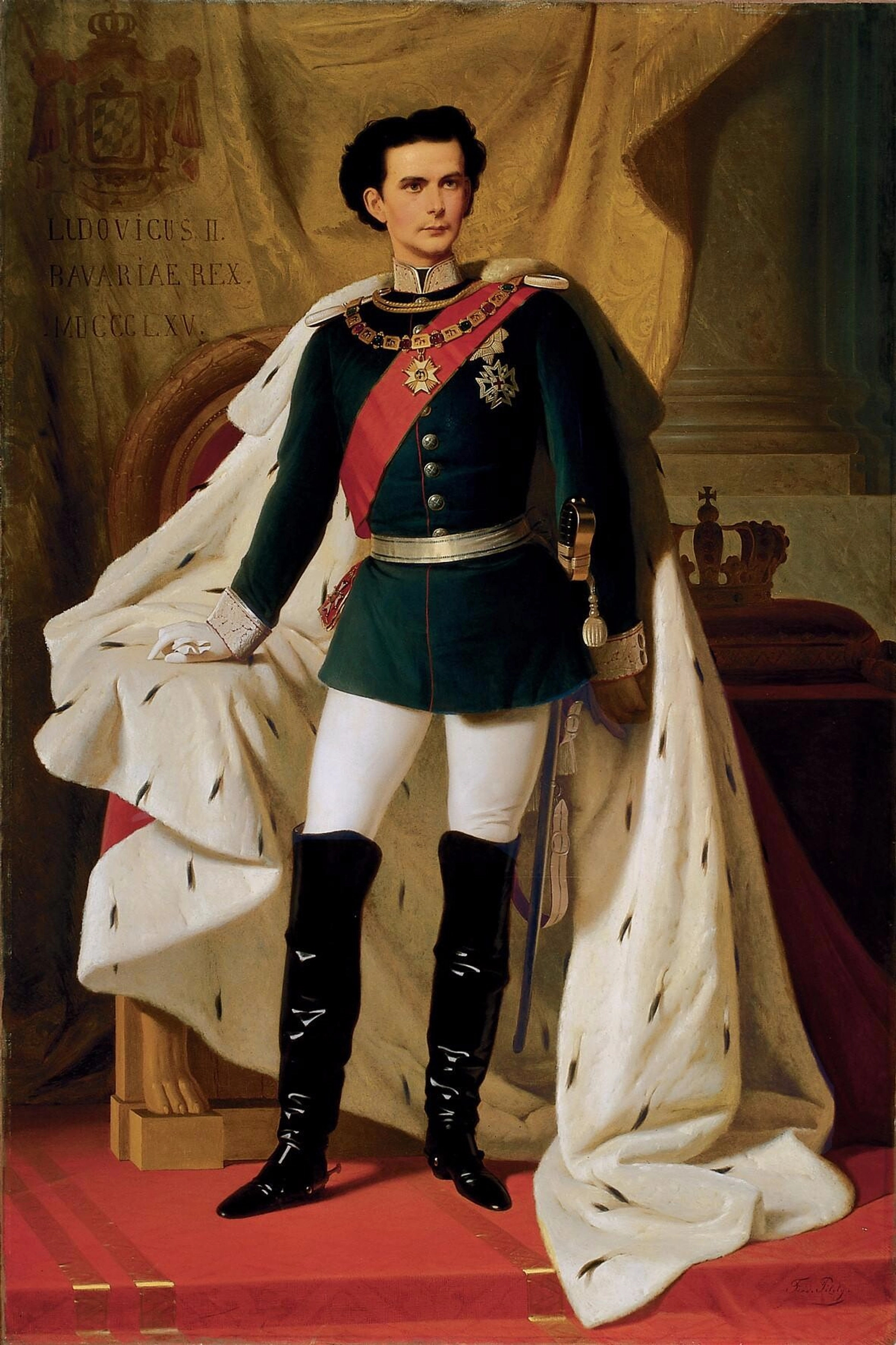
Ludwig II. im Alter von 20 Jahren. Gemälde von Ferdinand Piloty, 1865

Ludwig II. (1845–1886) war bis zu seinem Tod König von Bayern. Seine Eltern waren Kronprinz Maximilian von Bayern und Kronprinzessin Marie, eine preußische Prinzessin. Nachdem Ludwig am 9. Juni 1886 entmündigt worden war, übernahm sein Onkel Luitpold als Prinzregent die Regierungsgeschäfte in Bayern. Ludwig, der auch als „Märchenkönig“ bezeichnet wird, hat sich vor allem als leidenschaftlicher Schlossbauherr (Neuschwanstein, Herrenchiemsee und Linderhof) ein Denkmal gesetzt. Richard Wagner wurde vom König nicht nur finanziell großzügig unterstützt. Dem Antisemitismus des Komponisten stand der König jedoch ablehnend gegenüber und verwahrte sich dagegen.
Ludwigs Versuche im sich anbahnenden Krieg zwischen Preußen und Österreich um die Führung in Deutschland neutral zu bleiben scheiterten. Entgegen der Darstellung im Film übte Ludwig seine Amtsgeschäfte, auch wenn er häufig abwesend war, fast bis zum Ende gewissenhaft aus.
Mit der um zwei Jahre jüngeren Herzogin Sophie Charlotte in Bayern, der jüngsten Schwester von Kaiserin Elisabeth von Österreich, verlobte Ludwig II. sich tatsächlich. Sophies Mutter Ludovika war eine Halbschwester von Ludwigs Großvater Ludwig I. Die beiden kannten sich seit ihrer Kinder- und Jugendzeit, ebenso kannte der König Sisi seit dieser Zeit. Ludwig zeigte jedoch keinerlei Ambitionen, der Verlobung eine Hochzeit folgen zu lassen und schob die angedachten Termine immer wieder hinaus und ging zusehends auf Distanz zu Sophie, um dann schließlich die im Januar 1867 geschlossene Verlobung im Oktober desselben Jahres aufzulösen.
Tatsächlich wurde Ludwig II. im Juni 1886 auf Betreiben der Regierung durch die Ärzte Bernhard von Gudden, Friedrich Wilhelm Hagen junior, Hubert von Grashey und Max Hubrich in einem Gutachten aufgrund von Zeugenaussagen und ohne persönliche Untersuchung für „seelengestört“ und „unheilbar“ erklärt. Ludwigs langjähriger Leibarzt Max Joseph Schleiß von Löwenfeld, der den König von klein auf kannte, wurde nicht befragt. König Ludwig II. fand im damals noch Würmsee genannten Starnberger Sees ebenso wie Dr. Gudden den Tod. Man fand beide maximal 25 Schritte vom Ufer entfernt im seichten Wasser. Um die Umstände, die zum Tod der Männer führten, ranken sich bis heute zahlreiche Gerüchte.

### Fehler
Das Drehbuch erlaubt sich Freiheit in der Aufbereitung der historischen Ereignisse. Beispielsweise ist Otto von Bismarck Ludwig nur zu dessen Kronprinzenzeit in persona begegnet. Die Szene des bei König Ludwig vorsprechenden preußischen Ministerpräsidenten ist somit ohne Vorbild.

## Rezeption

### Kritik
Die zeitgenössische Kritik zum Film war fast durchweg überaus positiv:
So befand die Süddeutsche Zeitung, das sei ein „würdiger Film“ und meinte: „Vielleicht ist dieser König, von O. W. Fischer königlich gespielt, unter Helmut Käutners Regie, der liebenswerteste von allen Königen des Films.“ In der Frankfurter Allgemeinen war die Rede von einem mit „großer Raffinesse und viel Pomp ausgestattete[n] Gemälde, das bildliche und szenische Effekte von echter Dramatik aufzuweisen“ habe. In der Frankfurter Nachtausgabe konnte man lesen: Die Märchenschlösser Bayerns öffnen sich mit allen Farben, es prunkt die Musik Richard Wagners, schauspielerische Leistungen von hohem Rang. Auch in der Frankfurter Rundschau war man vor allem voll des Lobes für den Titeldarsteller: „O. W. Fischer zeichnet das Bild des Bayernkönigs mit einer Intensität und Nuancenfülle, welche diese Prägung der Gestalt Ludwig II. als die einzig richtige erscheinen läßt.“ Das Fazit lautete dann auch: „Der beste historische Film seit langem. Der echteste. Der lebendigste.“ Die Frankfurter Abendpost stellte ebenfalls auf den Titeldarsteller ab und befand: „O. W. Fischer, der großartige Hauptdarsteller, war niemals besser als in dieser Rolle. Nur so – und nicht anders hat diese Verfilmung sein dürfen!“ Auch in der Westfalenpost lobte man: „Eine ganz erstaunliche Kunstleistung! Der mit hohem Geschmack und grandiosen Mitteln gestaltete Film hat eine mächtige Suggestivkraft.“ Die Hannoversche Allgemeine befand: „O. W. Fischer ist Ludwig. Dieser Film wird alle, die ihn sehen, in seinen Bann ziehen!“ Auch Die Welt sprach von einer „große[n] Leistung: großartig im dramatischen Aufbau, großartig in der zusammenfassenden, fließenden, sich unaufhaltsam steigernden Regie“. Die Rheinpfalz lobte: „Helmut Käutner und O. W. Fischer schaffen das Unwahrscheinliche. Sie geben diesem Ludwig II. die Tragik, mit der ihn die Geschichte auszeichnet, von berauschender Schönheit.“ Auch das Hamburger Abendblatt lobte: „Ein historischer Film, dem man nichts Ebenbürtiges an die Seite stellen kann.“ In der Hamburger Morgenpost war zu lesen: „Eine Legende in prächtigen, zarten, feurigen und melancholischen Farben.“ In der Wochenzeitung Christ und Welt war die Rede von „außerordentliche[n] Szenen: schauspielerisch, regiemäßig, farbtechnisch“. In den Düsseldorfer Nachrichten war man der Meinung: „Ein Film, gegen den sich nichts sagen läßt.“ Im 8 Uhr Blatt war man der Meinung: „Eine filmische Form, die ungeteilte Begeisterung auslösen wird. Mit unerhörter Präzision sind die historischen Gestalten der an dem bayerischen Königsdrama Beteiligten ausgefeilt.“ Im Münchner Merkur schrieb Hans Hellmut Kirst: „Ein schöneres, eindringlicheres, herzergreifenderes Bild von Ludwig II. wäre wohl kaum möglich gewesen. Ein großes Wagnis ist gelungen!“
Das Lexikon des Internationalen Films befand in einer späteren Kritik: „Nur durch die starke Darstellung der Titelrolle kommt der zuweilen kitschige Film über das Niveau einer Gartenlaubengeschichte mit unfreiwilliger Komik hinaus.“
Claudius Seidl meinte 1987 in Der deutsche Film der fünfziger Jahre: „Das ist die besondere Qualität von Käutners Film: Er hat keine Theorie, woran Ludwig erkrankte, was die Ursache für seinen Schwermut war. Käutner nähert sich dem Bayernkönig fragend, nicht argumentierend. Sein Film ist nach allen Seiten offen, verurteilt weder Ludwig, noch jene, die ihn nicht verstehen konnten.“ Im Heyne Filmlexikon heißt es: „Wegen seiner idealisierenden und ein wenig pathetischen Form zunächst unterschätztes Porträt des bayerischen Märchenkönigs, das die inszenatorischen Fähigkeiten Käutners beweist.“
Für filmreporter.de war Ludwig II. „ein weiss-blaues Märchen“, das „einen weiten Abstand von der Brisanz des Stoffes [hält]“. Hauptdarsteller O. W. Fischer habe ein „emotionales Spiel“ gezeigt, das einen „das Leben des Märchenkönigs hautnah miterleben“ lasse und „die Einsamkeit dieses Träumers sehr eindringlich“ gestalte.

### Auszeichnungen
- 1955: Filmband in Silber für O. W. Fischer in der Kategorie „Bester Hauptdarsteller“
- 1955: Klaus Kinski war für das Filmband in Gold in der Kategorie „Beste darstellerische Leistung in einer Nebenrolle“ nominiert.
- 1955: Helmut Käutner war bei den Internationalen Filmfestspielen von Cannes für die Goldene Palme nominiert.
- Prädikat der Filmbewertungsstelle: „wertvoll“
- 1956: Bambi in der Kategorie „Geschäftlich erfolgreichster deutscher Film 1955“